# Princess Daphne
Die Princess Daphne war ein Kreuzfahrtschiff, das zuletzt für den deutschen Reiseveranstalter Ambiente Kreuzfahrten unterwegs war. Sie war bis zu ihrer Verschrottung eines der ältesten Kreuzfahrtschiffe und eines der ersten mit tatsächlichen Balkonkabinen.

## Geschichte

### Einsatz als Frachtschiff
Das Schiff wurde als Frachtschiff unter der Baunummer 1827 auf der britischen Werft Swan, Hunter & Wigham Richardson, Newcastle upon Tyne, für die Reederei Port Line, London, gebaut. Die Kiellegung fand am 13. August 1953 statt und am 29. Oktober 1954 wurde es vom Stapel gelassen. Im Anschluss fand die feierliche Taufe auf den Namen Port Sydney durch die Frau des Vorsitzenden der Port Line statt. Die Auslieferung an die Reederei und Indienststellung war am 3. März 1955.
Das Schiff hatte mit der 1955 gebauten Port Melbourne ein Schwesterschiff, das ebenfalls zum Kreuzfahrtschiff umgebaut wurde.
Beide Schiffe wurden für den Linieneinsatz zwischen dem Vereinigten Königreich, Australien und Neuseeland gebaut. Die Jungfernfahrt der Port Sydney führte über einige Häfen in Südafrika nach Brisbane, Australien, und Auckland, Neuseeland. Von dort wurde die Heimreise angetreten.
Der Frachter war mit einem Sechszylinder-Doxford-Dieselmotor ausgestattet, der zwei Schrauben antrieb, mit denen das Schiff eine Geschwindigkeit von 17 Knoten erreichte. Die Frachtkapazitäten lagen bei 180.000 gefrorenen Lammhälften sowie 15.000 Baumwollballen. An Bord war auch Platz für zwölf Passagiere, die in acht Einzel- und zwei Doppelkabinen reisen konnten.
Ab dem 10. März 1968 gehörte das Schiff der Reederei Blueport, einer gemeinsamen Firma der Port Line und der Blue Star Line. 1972 wurde das Schiff an die Chion Shipping Co. Ltd. in Griechenland verkauft und 1973 in Akrotiki Express umbenannt.

### Einsatz als Kreuzfahrtschiff
1974 wurde das Schiff bei Chalkas Shipyard in ein Kreuzfahrtschiff mit einer Kapazität von 503 Passagieren umgebaut. Im gleichen Jahr wurde das Schiff an die Akrotiki Express Shipping Co. in Griechenland verkauft und in Daphne umbenannt. Der neue Eigner nutzte das Schiff für Kreuzfahrten im Mittelmeer sowie im Schwarzen Meer.
1976 wurde das Schiff an Delian Athina Cruises Inc., Griechenland, verkauft. Der Name wurde beibehalten. 1978 wurde das Schiff für eine Saison von Flotta Lauro gechartert. Ab 1979 charterte Costa Armatori SpA (Linea C), Genua, das Schiff für fünf Jahre.
1985 kaufte Costa Armatori SpA (Linea C) das Schiff und registrierte es unter Independent Continental Lines Ltd., Panama. In den folgenden Jahren wurde es für Kreuzfahrten in amerikanischen Gewässern eingesetzt.
Anfang der 1990er Jahre wurde das Schiff von Prestige Cruise Lines bereedert. 1996 wurde das Schiff grundlegend renoviert, dabei änderten sich zum Teil auch technische Daten.
1997 wurde es von ICH (Schweiz) gechartert und in Switzerland umbenannt. Das Management übernahm Leisure Cruises in Panama. Zu dieser Zeit fasste das Schiff 440 Passagiere sowie 210 Mann Besatzung.
Am 23. August 2001 erkrankten fast 25 Prozent der Passagiere auf einer Kreuzfahrt in Nordeuropa an einer Salmonelleninfektion. Als Quelle dieser Infektion wurden Hühner vermutet, die in Amsterdam Teil einer Proviantlieferung waren.

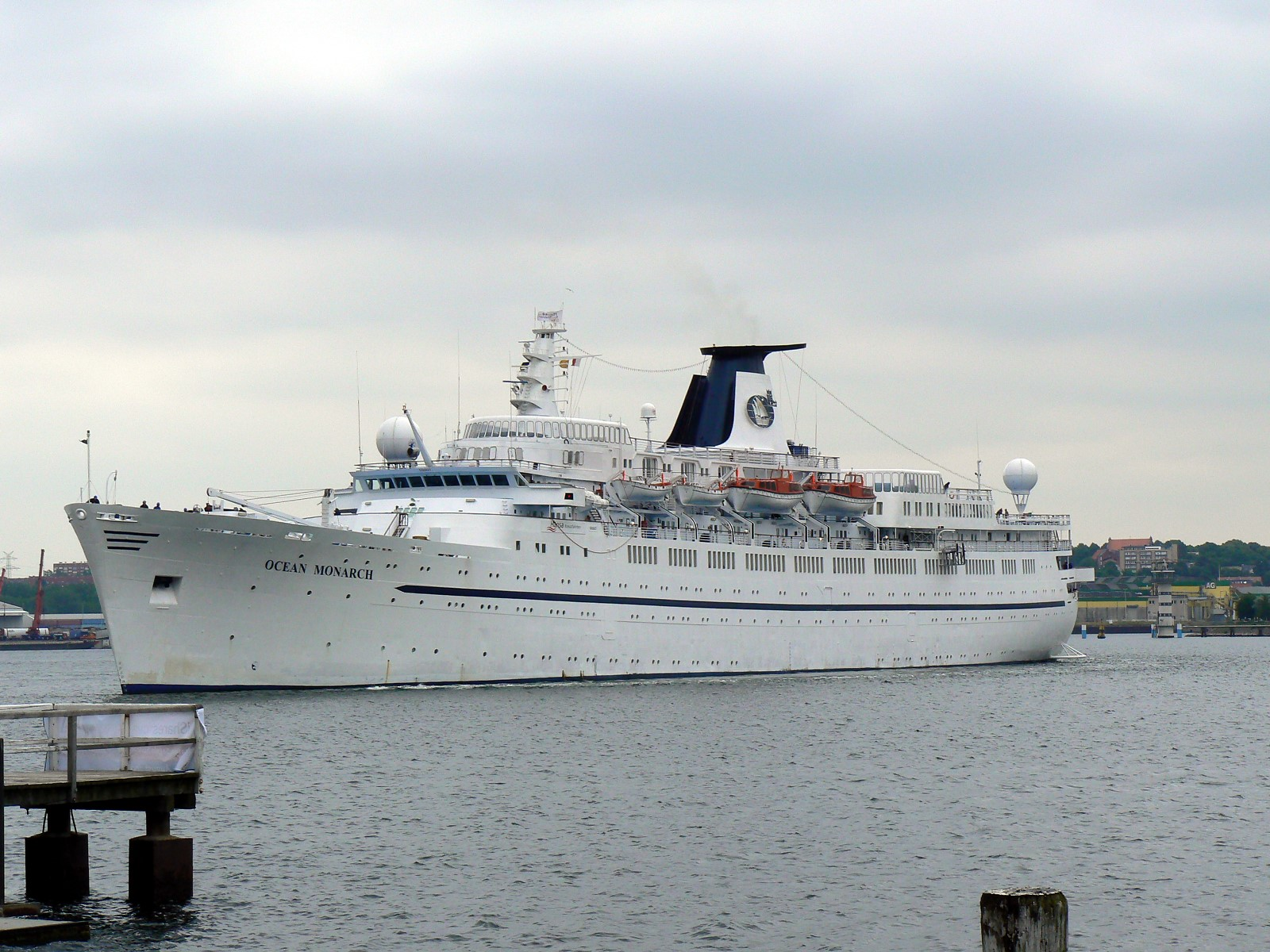
Die Ocean Monarch 2008 in Kiel einlaufend

Im September 2001 wurde das Schiff erneut modernisiert. Die Arbeiten wurden am 27. September 2001 abgeschlossen. Dabei erhielten die Kabinen eine neue Ausstattung sowie das komplette Schiff neue Fußbodenbeläge und Teppiche. Zu diesem Zeitpunkt konnte die Chartergesellschaft ICH aus der Schweiz, ein Tochterunternehmen der Fluggesellschaft Swissair, durch deren Insolvenz offene Rechnungen nicht mehr begleichen. Das Schiff wurde daraufhin zum Verkauf ausgeschrieben. Am 24. Februar 2002 kaufte Majestic Cruises das Schiff und nannte es in Ocean Odyssey um. Es fuhr nun unter panamaischer Flagge. Im selben Jahr wurde das Schiff auf Majestic Marine registriert. Es wurde in Ocean Monarch umbenannt und unter die Flagge Portugals gebracht. Das Management übernahm Majestic Marine, Athen, Griechenland.
2005 wurde das Schiff vom griechischen Außenministerium gechartert. Es wurden 800 Tonnen Hilfsgüter und Medikamente nach Sri Lanka transportiert, welches durch den Tsunami infolge des Erdbeben im Indischen Ozean stark betroffen war. Im Anschluss wurde das Schiff als schwimmendes Krankenhaus mit speziell ausgebildeten medizinischen Personal von verschiedenen Wohltätigkeitsorganisationen genutzt. Majestic International Cruises bot die Charter zu einem Sonderpreis an.
2007 wurde das Schiff an Golden Laurel Maritime Inc., Madeira, verkauft und in Princess Daphne umbenannt und im Januar 2008 von Piräus nach Lissabon überführt. Die Bereederung übernahm World Cruise Agency, Lissabon. Die Princess Daphne fuhr zunächst für den Reiseveranstalter Hansa Kreuzfahrten. Nach der Insolvenz der Hansa Kreuzfahrten fuhr das Schiff 2012 für das neugegründete Unternehmen Ambiente Kreuzfahrten. Anfang Oktober 2012 wurde die Princess Daphne wegen offener Forderungen von Gläubigern der Reederei auf Kreta arrestiert.

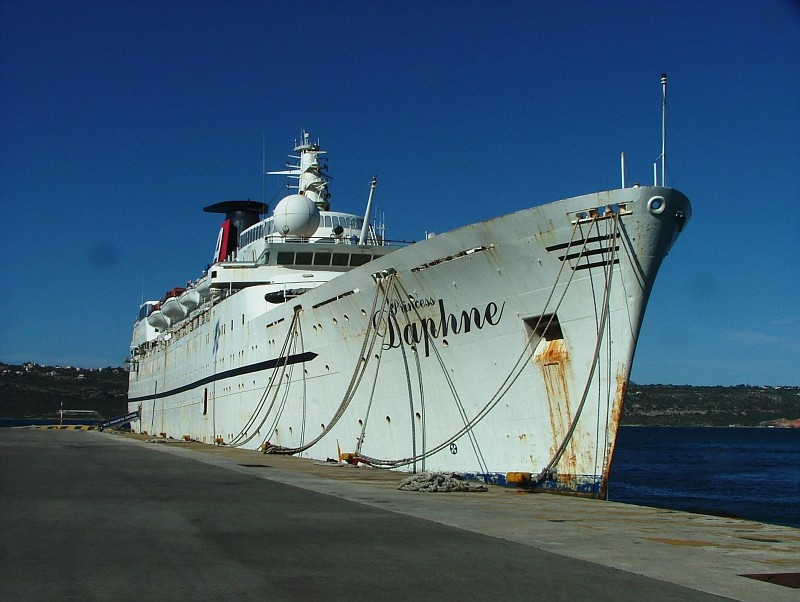
Die aufgelegte Princess Daphne in Souda, Mai 2014

Am 17. Mai 2014 verließ die Princess Daphne Souda auf Kreta und traf am 5. Juni 2014 in Alang, Indien ein, wo es abgewrackt wurde.